# Chùa Hội Khánh

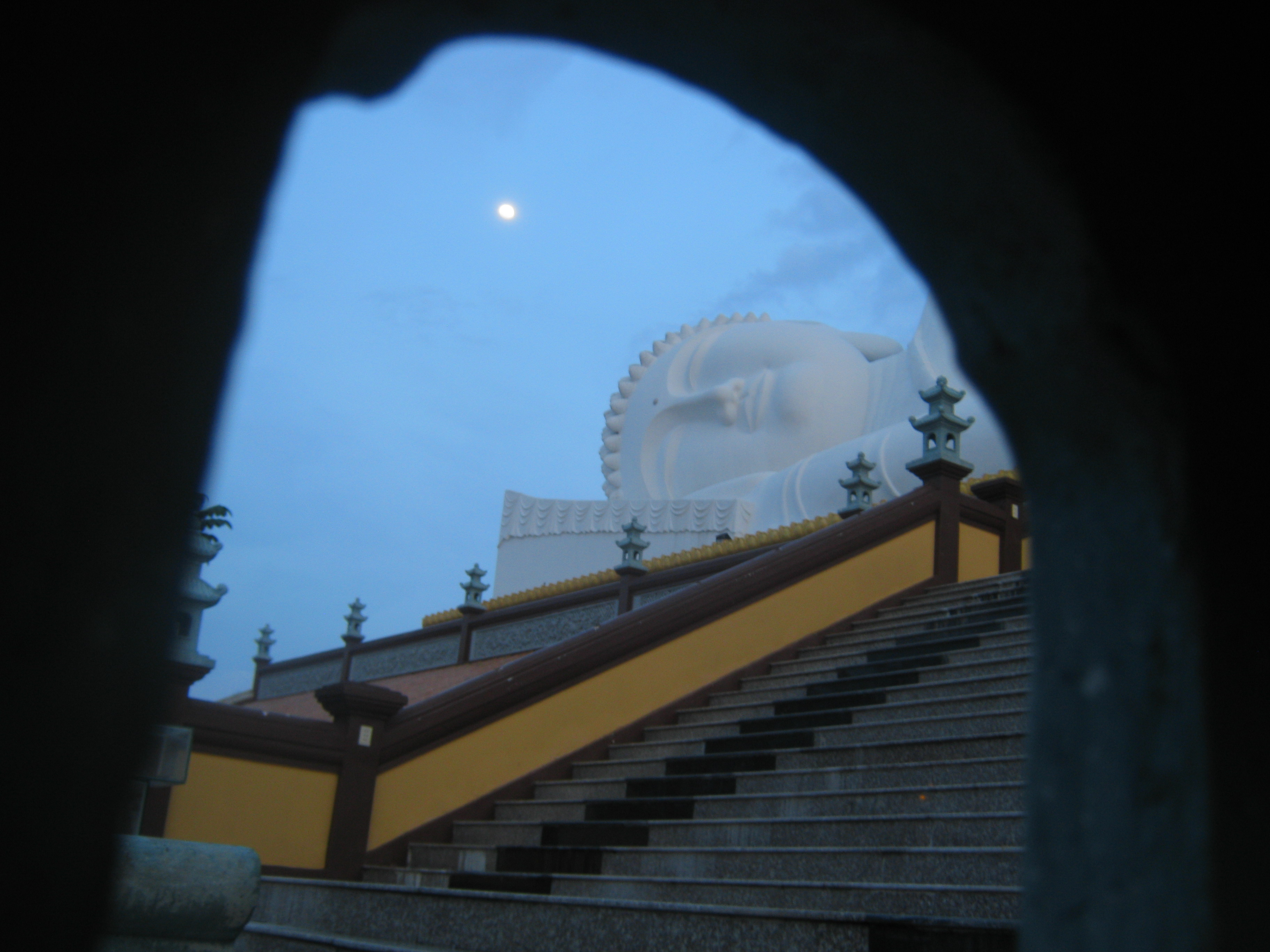
Bên ô cửa Phật ngủ dưới trăng

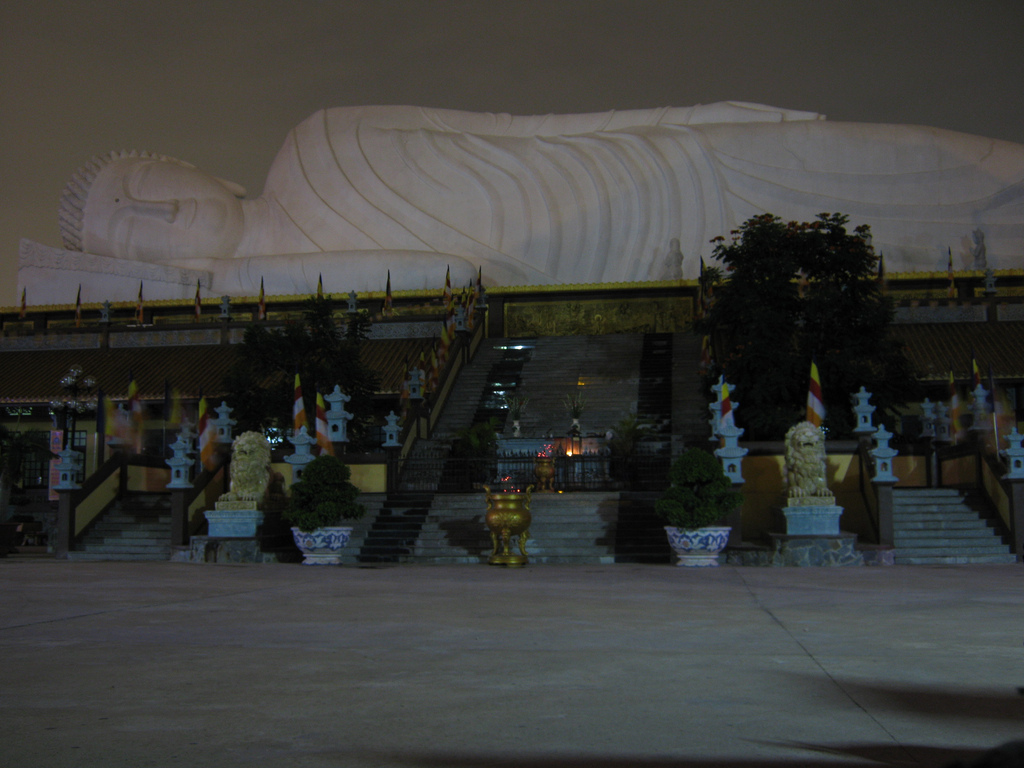
Phật đài về đêm

Chùa Hội Khánh là một ngôi chùa cổ Phật giáo được Thiền sư Đại Ngạn (thuộc dòng Lâm Tế) khai sơn năm Cảnh Hưng thứ 2, đời Lê Hiển Tông, tức năm Tân Dậu (1741) ở thành phố Thủ Dầu Một, tỉnh Bình Dương.
Lúc đầu chùa được xây trên một ngọn đồi cao, nhưng vào năm 1861 nó bị phá hủy trong chiến tranh. Chùa được cho xây lại do thầy Thích Chánh Đắc dưới chân đồi khoảng 100 m cách vị trí cũ. Địa chỉ của chùa hiện tại là 29 đường Chùa Hội Khánh phường Phú Cường thành phố Thủ Dầu Một, 30 km về phía bắc Thành phố Hồ Chí Minh.
Chùa nằm cách đường cái 150 m. Sau cổng Tam Quan có chạm rồng phụng chùa tọa trên một vùng dất yên tỉnh với nhiều cây cối, đặc biệt là có bốn cây dầu đã được trồng hơn một thế kỷ không bao lâu sau khi chùa được xây lại.
Dù được trùng tu và mở rộng nhiều lần chùa vẫn không mất đi vẻ cổ kính.
Nơi tụng kinh và phía đông chùa được xây dựng lại vào năm 1917 và phía tây được xây lại vào năm 1984. Chánh điện được xây lại năm 1990 và 1991. Vào ngày 29 tháng 2 năm 1992 Hội đồng Phật giáo tỉnh Sông Bé cho trùng tu lại những pho tượng lịch sử trong chùa. Diện tích của chánh diện cộng với nơi tụng kinh và phai gian phía bên đông và tây là 700 m². Trong chính diện có tượng Phật Thích Ca, Địa Tạng và những vị bồ tát khác, tất cả đều làm bằng gỗ thiếp vàng. Ngoài ra có tượng của 18 La Hán xung quanh chính điện. Các tượng được tạo ra do các thợ trong vùng Thủ Dâu Một vào thế kỷ thứ 19.{
Trong suốt 250 năm kể từ ngày thành lập chùa đã có 10 vị trụ trì. Chín vị đã mất được hỏa thiêu và tro được giữ lại tại chùa. Các vị trụ trì quá cố gồm có: Thích Đại Ngạn, Thích Chân Kính, Thích Chánh Đắc, Thích Trí Tập, Thích Thiện Quới, Thích Từ Văn, Thích Ấn Bửu - Thiện Quới, Thích Thiện Hương và Thích Quảng Viên.
Đã từ lâu, chùa Hội Khánh là một trung tâm tu học Phật giáo trong vùng. Nhiều thầy đào tạo từ chùa đã ra mở chùa mới và trụ trí ở đó.
Một thầy nổi bật từ chùa là Hòa thượng Thích Từ Văn được coi là thầy dẫn đầu trong Phật giáo miền nam Việt Nam thời đó. Năm 1920 thầy được mời qua Marseille, Pháp để thuyết pháp. Thầy là một người có công lớn trong việc thiết lập chùa Hội Khánh ở Marseille.
Đương nhiệm trụ trì là Hòa thượng Thích Huệ Thông. Ngài cũng là Phó Chủ tịch Hội đồng trị sự GHPG Việt Nam, Trưởng ban Pháp chế Trung ương, Phó Ban Tăng sự Trung ương, Trưởng Ban Trị sự Phật giáo tỉnh Bình Dương.
 .Với công đức và đạo hạnh của mình HT đã được Chủ tịch nước trao tặng Huân chương lao động hạng Nhất, Nhì, Ba; Huân chương Đại đoàn kết dân tộc; Bằng khen của Thủ tướng chính phủ và Ủy ban TW MTTQVN, và nhiều bằng tuyên dương công đức của TW Giáo hội.

## Xem Thêm
- Bình Dương
- Thủ Dầu Một
- Chùa Tây Tạng